# Classe G et H
Pour les autres classes de navires du même nom, voir Classe G et Classe H.
La Classe G et H est un groupe de 18 destroyers de la Royal Navy lancée entre 1935 et 1939. Six d'entre eux, initialement commandés par la Marine brésilienne ont été réquisitionnés par la Royal Navy au déclenchement de la Seconde Guerre mondiale

Deux navires ont été transférés à la Marine royale canadienne en 1943 et un à la marine polonaise en 1940.

D'autres navires ont été construits :
- sept pour la marine argentine,
- six de classe Havant pour la marine brésilienne,
- deux pour la Marine grecque : Vasilefs Georgios (D14) et  Vasilissa Olga (D15).

## Conception

### Conception et description (classes G et H)
La classe G a été commandée dans le cadre du programme de construction navale de 1933, la classe H suivant en 1934. Ces navires étaient basés sur la classe F précédente, mais l'élimination des turbines de croisière et le développement de machines plus compactes ont permis de réduire légèrement leurs dimensions et leur déplacement. Les navires de la classe H étaient des répétitions des navires de la classe G avec quelques différences mineures. Tous les destroyers étaient équipés de l'ASDIC (sonar) et de la capacité d'utiliser le dispositif de dragage de mines TSDS (Two-Speed Destroyer Sweep).
Les destroyers des classes G et H avaient un déplacement de 1 340 à 1 350 tonnes longues (1 360 à 1 370 tonnes (t)) à charge normale et de 1 854 à 1 860 tonnes longues (1 884 à 1 890 t) à pleine charge. Les navires avaient une longueur hors-tout de 98,5 m, une largeur de 10,1 m et un tirant d'eau de 3,8 m. Leur effectif en temps de paix était de 137 officiers et matelots, qui devait passer à 146 en temps de guerre. Les navires, tels qu'ils étaient construits, étaient à leur limite de stabilité et le Director of Naval Construction (directeur de la construction navale) estimait qu'il ne fallait pas augmenter le poids supérieur sans retirer une quantité égale de poids.
Ils étaient propulsés par deux turbines à vapeur à engrenages Parsons, chacune entraînant un arbre d'hélice, utilisant la vapeur fournie par trois chaudières à trois tambours Admiralty  qui fonctionnaient à une pression de 300 psi (2 068 kPa ; 21 kgf/cm2) et à une température de 327 °C. Le Hyperion était équipé d'une chaudière Johnson dans sa chaufferie arrière. Les turbines développaient une puissance totale de 34 000 chevaux-vapeur (25 000 kW) et donnaient une vitesse maximale de 35,5 nœuds (65,7 km/h). Les destroyers transportaient un maximum de 450 à 475 tonnes longues (457 à 483 t) de mazout, ce qui leur donnait une autonomie de 5 500 milles nautiques (10 200 km) à 15 nœuds (28 km/h).
Tous les navires avaient le même armement principal, quatre canons Mark IX de 4,7 pouces (120 mm) à tir rapide (QF) dans des affûts simples, désignés par les lettres " A ", " B ", " X " et " Y " de l'avant à l'arrière. Les canons avaient une élévation maximale de 40°; la classe G y parvenait grâce à une section abaissée du pont autour de l'affût, le "puits", qui permettait à la culasse du canon d'être abaissée au-dessous de la hauteur du pont, mais le nouvel affût utilisé dans la classe H était conçu pour atteindre cette élévation sans la nécessité des "puits" maladroits. Ils tiraient un obus de 23 kg à une vitesse initiale de 810 m/s jusqu'à une portée de 15 520 m. Le Hereward a servi de banc d'essai pour le double affût de canon de 4,7 pouces utilisé pour les classes Tribal et les J, K et N qui remplaçait temporairement le canon "B". Pour la défense antiaérienne (AA), ils avaient deux supports quadruples pour la mitrailleuse Vickers QF 0,5 pouce Mk III sur des plates-formes entre les cheminées. Les navires des classes G et H étaient équipés de deux supports quadruples pour des tubes lance-torpilles de 21 pouces (533 mm), bien que le Glowworm ait testé le nouveau support quintuple. Les navires étaient également équipés de deux lanceurs et d'un râtelier pour 20 grenades sous-marines.
Les canons principaux étaient contrôlés par une table de contrôle de tir Admiralty Mk I qui utilisait les données provenant de la tour de contrôle à commande manuelle et du télémètre séparé situé au-dessus du pont. Ils n'avaient aucune capacité de tir anti-aérien et les canons anti-aériens étaient dirigés uniquement à vue. Le Hero et le Hereward ont vu l'introduction d'un nouveau style de pont qui deviendrait standard sur tous les destroyers de la flotte de la Royal Navy de la classe I à la classe Battle de 1944. Cela était nécessaire car le Hereward était équipé d'un prototype de montage de deux canons dont la hauteur de tourillon était supérieure de 33 cm à celle des armes précédentes, il était donc nécessaire de surélever la timonerie pour permettre au timonier de voir par-dessus. Le fait de surélever la timonerie signifiait qu'elle devait être placée devant, plutôt que sous, le pont, et ses côtés étaient inclinés, ce qui donnait une forme caractéristique de coin avec un toit incliné.

#### Modifications en temps de guerre
À partir de mai 1940, le banc arrière de tubes lance-torpilles est retiré et remplacé par un canon antiaérien QF 12-pounder Mk V, le mât arrière et la cheminée étant coupés pour améliorer le champ de tir du canon. Quatre à huit canons QF Oerlikon de 20 mm ont été ajoutés aux navires survivants, remplaçant généralement les supports de mitrailleuses de calibre 50 entre les cheminées. Une paire de ces canons a été ajoutée aux ailes de la passerelle et l'autre paire a été montée à côté de la plate-forme des projecteurs. Au début de la guerre, le nombre de grenades sous-marines embarquées a été porté à 44. En 1943, seuls quatre navires étaient encore à flot et tous avaient le canon "Y" sur le pont arrière retiré pour permettre le stockage de grenades sous-marines supplémentaires et deux lanceurs de grenades supplémentaires. Le canon de 12 livres a été enlevé pour permettre l'installation d'un radiogoniomètre Huff-Duff sur un mât principal court et pour plus de grenades sous-marines. Tous les survivants, à l'exception du Garland, ont vu leur canon "A" ou "B" remplacé par un mortier anti-sous-marin Hedgehog, et leur tour de contrôle et télémètre au-dessus du pont supprimés en échange d'un radar d'indication de cible Type 271. Le canon "A" a été remplacé plus tard sur le Hotspur, tandis que le Hero a remplacé le canon "B" par un Hedgehog et un affût double pour des canons Hotchkiss QF de six livres destinés à être utilisés contre les U-boote à très courte distance. Un radar de recherche en surface à courte portée de type 286, adapté du radar ASV de la Royal Air Force, a également été ajouté. Les premiers modèles, cependant, ne pouvaient balayer que directement vers l'avant et devaient être orientés en faisant tourner tout le navire.

#### Leader de flottille

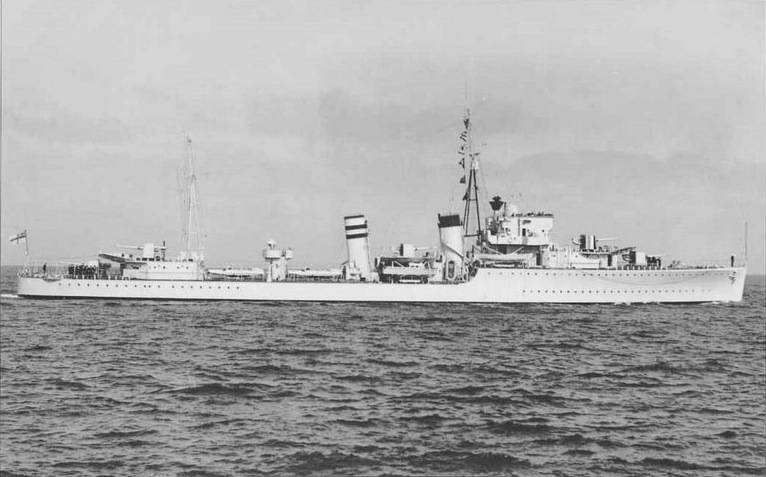
Hardy, 1936

Comme pour les classes E et F, les leaders de flottille étaient construits selon une conception élargie, incorporant un cinquième canon de 4,7 pouces en position "Q", entre les cheminées et étaient basés sur le chef de file de la classe F, Faulknor. Le Grenville était plus court et plus lourd que le Hardy car il utilisait des chaudières compactes à feu latéral de type Yarrow tandis que le Hardy était légèrement plus large. Ils déplaçaient 1 445-1 465 tonnes longues (1 468-1 489 tonnes (t)) à charge normale et 1 953-2 033 tonnes longues (1 984-2 066 t) à pleine charge. Les navires avaient une longueur hors-tout de 100,6 à 102,7 m, une largeur de 10,3 à 10,4 m et un tirant d'eau de 3,8 m. Les navires transportaient un total de 175 personnes, dont le personnel du Captain (D) (Captain Destroyers), commandant de la flottille. Leurs turbines étaient 2 000 chevaux-vapeur (1 500 kW) plus puissantes que celles des Private ship (navires privés), ce qui les rendait plus rapides de 0,5 nœud (0,93 km/h); leurs machines de propulsion étaient par ailleurs identiques. Les deux navires ont été perdus au début de la guerre et n'ont donc pas été modifiés.

### Classe Havant
Les Havant ont été construits en 1938 pour le Brésil et réquisitionnés le 5 septembre 1939. Optimisés pour la lutte anti-sous-marine, ils étaient dépourvus de canon "Y" et équipés de huit lanceurs et de trois râteliers pour un total de 110 grenades sous-marines. Contrairement à leurs demi-navires-jumeaux, ils étaient équipés d'un télémètre-directeur combiné au-dessus de la passerelle. Les modifications apportées en temps de guerre étaient similaires à celles des autres navires des classes G et H : un canon AA de 12 livres remplaçait les tubes lance-torpilles arrière, des Oerlikons de 20 mm étaient ajoutés sur les ailes de la passerelle et un radar de type 286 était installé. Des modifications ultérieures ont remplacé les mitrailleuses de calibre 50 par une paire d'Oerlikon, un radar de type 271 a été ajouté pour remplacer le télémètre-directeur, un Hedgehog a été substitué au canon A, le canon de 12 livres a été retiré pour permettre le stockage de charges de profondeur, et un mât HF/DF a été installé à l'arrière.

## Les bâtiments

### Royal Navy

#### Les destroyers du groupe G
| Pennant number | Nom                                  | Lancement         | Service effectif | Chantier naval                                       | Fin de carrière                          | Photo       |
| -------------- | ------------------------------------ | ----------------- | ---------------- | ---------------------------------------------------- | ---------------------------------------- | ----------- |
| H59            | HMS Gallant                          | 26 septembre 1935 | 25 février 1936  | Alexander Stephen and Sons Glasgow                   | coulé le 20 janvier 1941                 | HMS Gallant |
| H37            | HMS Garland ORP Garland HNLMS Marnix | 24 octobre 1935   | 3 mai 1940       | Fairfield Shipbuilding and Engineering Company Govan | vendu pour démolition le 31 janvier 1964 | HMS Garland |
| H63            | HMS Gipsy                            | 7 novembre 1935   | 22 février 1946  | Fairfield Shipbuilding and Engineering Company Govan | coulé le 21 novembre 1939                |             |
| H92            | HMS Glowworm                         | 22 juillet 1935   | 22 janvier 1936  | John I. Thornycroft & Company Woolston               | coulé le 8 avril 1940                    |             |
| H89            | HMS Grafton                          | 18 septembre 1935 | 20 mars 1936     | John I. Thornycroft & Company Woolston               | coulé le 29 mai 1940                     |             |
| H86            | HMS Grenade                          | 12 novembre 1935  | 28 mars 1936     | Alexander Stephen and Sons Glasgow                   | coulé le 29 mai 1940                     |             |
| H03            | HMS Grenville                        | 15 août 1935      | 1er juillet 1936 | Yarrow Shipbuilders Glasgow                          | coulé le 19 janvier 1940                 |             |
| H05            | HMS Greyhound                        | 15 août 1935      | 1er février 1936 | Vickers-Armstrongs Barrow-in-Furness                 | coulé le 22 mai 1941                     |             |
| H31            | HMS Griffin HMCS Ottawa              | 15 août 1935      | 6 juin 1936      | Vickers-Armstrongs Barrow-in-Furness                 | vendu en août 1946                       |             |

#### Les destroyers du groupe H
| Pennant number | Nom                     | Lancement       | Service effectif  | Chantier naval                                       | Fin de carrière           | Photo |
| -------------- | ----------------------- | --------------- | ----------------- | ---------------------------------------------------- | ------------------------- | ----- |
| H87            | HMS Hardy               | 7 avril 1936    | 11 décembre 1936  | Cammell Laird Birkenhead                             | coulé le 10 avril 1940    |       |
| H24            | HMS Hasty               | 5 mai 1936      | 11 novembre 1936  | William Denny and Brothers Dumbarton (Écosse)        | coulé le 15 juin 1942     |       |
| H43            | HMS Havock              | 7 juillet 1936  | 16 janvier 1937   | William Denny and Brothers Dumbarton (Écosse)        | coulé le 6 avril 1942     |       |
| H93            | HMS Hereward            | 10 mars 1936    | 9 décembre 1936   | Vickers-Armstrongs Newcastle upon Tyne               | coulé le 29 mai 1941      |       |
| H99            | HMS Hero HMCS Chaudiere | 10 mars 1936    | 21 octobre 1936   | Vickers-Armstrongs Newcastle upon Tyne               | démoli en 1950            |       |
| H55            | HMS Hostile             | 24 janvier 1936 | 10 septembre 1936 | Scotts Shipbuilding and Engineering Company Greenock | coulé le 23 août 1940     |       |
| H01            | HMS Hotspur Trujillo    | 23 mars 1936    | 29 décembre 1936  | Scotts Shipbuilding and Engineering Company Greenock | démoli en 1972            |       |
| H35            | HMS Hunter              | 25 février 1936 | 30 septembre 1936 | Swan Hunter Wallsend                                 | coulé le 10 avril 1940    |       |
| H97            | HMS Hyperion            | 8 avril 1936    | 3 décembre 1936   | Swan Hunter Wallsend                                 | coulé le 22 décembre 1940 |       |

#### Les destroyers du groupe Havant
| Pennant number | Nom                               | Lancement         | Service effectif | Chantier naval                       | Fin de carrière             | Photo |
| -------------- | --------------------------------- | ----------------- | ---------------- | ------------------------------------ | --------------------------- | ----- |
| H19            | HMS Harvester ex-Handy, ex-Jurua  | 29 septembre 1939 | 20 mai 1940      | Vickers-Armstrongs Barrow-in-Furness | coulé le 11 mars 1943       |       |
| H32            | HMS Havant ex-Javary              | 30 mars 1938      | 17 juillet 1939  | J. Samuel White Cowes                | sabordé le 1er juin 1940    |       |
| H88            | HMS Havelock ex-Jutahy            | 30 mars 1938      | 10 février 1940  | J. Samuel White Cowes                | sabordé le 31 octobre 1946  |       |
| H57            | HMS Hesperus ex-Hearty, ex-Jutahy | 1er août 1939     | 22 janvier 1940  | John I. Thornycroft & Company Cowes  | sabordé le 17 mai 1947      |       |
| H44            | HMS Highlander ex-Jaguaribe       | 19 octobre 1939   | 18 mars 1940     | John I. Thornycroft & Company Cowes  | vendu le 27 mai 1946        |       |
| H06            | HMS Hurricane ex-Japura           | 29 septembre 1939 | 21 juin 1940     | Vickers-Armstrongs Barrow-in-Furness | sabordé le 25 décembre 1943 |       |

### Marine argentine
Sept navires ont été construits pour la marine argentine en tant que classe Buenos Aires, ils ont été livrés en 1938. Ils ont été construits par Vickers-Armstrongs (Barrow), Cammell Laird et John Brown & Company (Clydebank). Un navire a été perdu après une collision en 1941, mais les autres navires sont restés en service jusqu'à leur démantèlement au début des années 1970.
| Navire                     | Chantier naval                  | Lancement         | Mise en service   | Fin de carrière                                                                     |
| -------------------------- | ------------------------------- | ----------------- | ----------------- | ----------------------------------------------------------------------------------- |
| ARA Buenos Aires (T6 / D6) | Vickers-Armstrong, Barrow       | 21 septembre 1937 | 4 avril 1938      | Démolition en 1971                                                                  |
| ARA Corrientes (T8)        | Vickers-Armstrong, Barrow       | 21 septembre 1937 | 1er juillet 1938  | Coulé lors d'une collision avec le croiseur ARA Almirante Brown, le 3 octobre 1941. |
| ARA Entre Ríos (T7 / D7)   | Vickers-Armstrong, Barrow       | 21 septembre 1937 | 15 mai 1938       | Démolition en 1973                                                                  |
| ARA Misiones (T11 / D11)   | Cammell Laird, Birkenhead       | 23 septembre 1937 | 5 septembre 1938  | Démolition en 1971                                                                  |
| ARA San Juan (T9 / D9)     | John Brown & Company, Clydebank | 24 juin 1937      | 23 mars 1938      | Démolition en 1973                                                                  |
| ARA San Luis (T10 / D10)   | John Brown & Company, Clydebank | 23 août 1937      | 23 mars 1938      | Démolition en 1971                                                                  |
| ARA Santa Cruz (T12 / D12) | Cammell Laird                   | 3 novembre 1937   | 26 septembre 1938 | Démolition en 1973                                                                  |

### Marine brésilienne
Le Brésil a commandé six navires de classe Jurua à la Grande-Bretagne en 1938. Ces navires ont été achetés par la Grande-Bretagne au début de la guerre en 1939 et sont décrits ci-dessus. Les Brésiliens ont décidé de produire des destroyers indigènes, la classe Acre, au chantier naval Ilha das Cobras, à Rio de Janeiro. La conception était basée sur les plans de la classe H fournis par la Grande-Bretagne, mais avec des canons et des machines fournis par les États-Unis. Bien qu'ils aient été construits en 1940, les navires ne furent achevés qu'en 1949-1951.

### Marine royale hellénique
Deux navires, versions modifiées de la classe G, ont été construits pour la Marine de guerre hellénique grecque par Yarrow à la fin des années 1930. Les navires étaient équipés de canons de 127 millimètres (5 in) de fabrication allemande et de canons AA de 37 millimètres (1,5 in). Le nombre de tubes lance-torpilles a été réduit de deux sur ces navires pour compenser le poids supérieur supplémentaire. L'installation de l'armement a été effectuée en Grèce car les Allemands refusaient d'expédier les armes en Grande-Bretagne. Le Vasilefs Georgios, nommé d'après le roi George Ier, a servi avec la Marine de guerre hellénique pendant la guerre italo-grecque. Endommagé par des avions allemands, le navire a réussi à atteindre le chantier naval de Salamis et a été mis en cale sèche pour être réparé, où après d'autres dommages lors d'attaques aériennes allemandes, il a finalement été sabordé pour empêcher sa capture. Les Allemands le renflouent et le réparent et il est mis en service dans la Kriegsmarine sous le nom de Hermes (ZG3) le 21 mars 1942. Le Hermes est lourdement endommagé au large du Cap Bon, en Tunisie, le 30 avril 1943 et est sabordé le 7 mai 1943. Le Vasilissa Olga, nommé d'après la Reine Olga, a servi avec la RHN pendant la guerre italo-grecque. Avec d'autres navires, il s'est échappé vers Alexandrie en mai 1941 et a rejoint les forces alliées. Il a été perdu par des avions allemands alors qu'il était ancré dans la baie de Lakki à Leros, le 26 septembre 1943.

## Service
Ils ont servi durant la Seconde Guerre mondiale. Seize ont été perdus durant les combats.

### Source
- (en) Cet article est partiellement ou en totalité issu de l’article de Wikipédia en anglais intitulé « G and H-class destroyer » (voir la liste des auteurs).